# Loosu-tó
A Loosu-tó egy tó Észtországban, Võrumaa megyében Võru várostól északra, mintegy 3,5 kilométernyire.

## Földrajz
Az 5,6 hektáron elterülő tó medre legmélyebb pontján 4,3 méter mély. Átlagos mélysége 2,1 méter. Hosszúsága 700 méter, szélessége 110 méter.

## Fordítás
Ez a szócikk részben vagy egészben  a   Loosu järv című észt Wikipédia-szócikk ezen változatának fordításán alapul.  Az eredeti cikk szerkesztőit annak laptörténete sorolja fel. Ez a jelzés csupán a megfogalmazás eredetét és a szerzői jogokat jelzi, nem szolgál a cikkben szereplő információk forrásmegjelöléseként.